# WWE Women's Tag Team Championship
El WWE Women's Tag Team Championship (Campeonato Femenino de Parejas de WWE, en español) es un Campeonato en Parejas Femenino de lucha libre profesional. Las campeonas actuales son Alexa Bliss & Charlotte Flair, quienes se encuentran en su primer reinado en conjunto.
Este campeonato fue anunciado en la edición de Raw del 24 de diciembre de 2018 por Vince McMahon y es distinto al WWF Women's Tag Team Championship, título activo entre 1983 y 1988. Las campeonas inaugurales fueron decididas en un Elimination Chamber Match. Actualmente, el campeonato es defendido en las marcas Raw, SmackDown y NXT.

## Historia
En 2012, WWE.com publicó un artículo que apoyaba la resurrección del Campeonato en Parejas de Mujeres. Más tarde en 2014, The Bella Twins expresaron su deseo de establecer un Campeonato en Parejas de Divas. Por un tiempo, la idea fue olvidada y no fue sino hasta el episodio de Monday Night Raw del 3 de diciembre de 2018, que la idea de instaurar un Campeonato por Parejas Femenino resurgió. Lo anterior, cuando Bayley y Sasha Banks declararon querer convertirse en las primeras Campeonas en Parejas de Mujeres de WWE. Tres semanas después, el campeonato sería anunciado por Vince McMahon en la edición del 24 de diciembre de Monday Night Raw.
En la edición de Raw del 14 de enero de 2019, los títulos fueron presentados ante el público por Alexa Bliss en el segmento A Moment of Bliss. Las primeras campeonas fueron coronadas en Elimination Chamber 2019, donde el equipo The Boss 'n' Hug Connection (Sasha Banks y Bayley) salió victorioso. En WrestleMania 35 los campeonatos cambiarían de manos después de que The IIconics derrotaran a las campeonas, a Divas of Doom (Natalya y Beth Phoenix) y a The Samoan Slaughterhouse (Nia Jax & Tamina). La dupla australiana perdería las preseas ante Alexa Bliss y Nikki Cross.

### Torneo inaugural (2019)
- Raw
  - Nia Jax & Tamina derrotaron a Alexa Bliss & Mickie James (28 de enero de 2019)
  - The Riott Squad (Sarah Logan & Liv Morgan) derrotaron a Natalya & Dana Brooke (28 de enero de 2019)
  - The Boss 'n' Hug Connection (Sasha Banks & Bayley) derrotaron a Nikki Cross & Alicia Fox (4 de febrero de 2019)
- SmackDown Live
  - Fire & Desire (Mandy Rose & Sonya Deville) anunciaron su clasificación (29 de enero de 2019)
  - The IIconics (Billie Kay & Peyton Royce) anunciaron su clasificación (2 de febrero de 2019)
  - Naomi & Carmella anunciaron su clasificación (4 de febrero de 2019)

| N.º        | Luchadora                 | Equipo | En | Eliminado por | Movimiento de eliminación | Tiempo |                                                                                          |
| ---------- | ------------------------- | --- | --- | --- | --- | --- | ---------------------------------------------------------------------------------------- |
| 1          | Naomi                     | Naomi & Carmella | 5 | The IIconics | «Roll-up» | 17:10 |                                                                                          |
| 2          | Billie Kay & Peyton Royce | The IIconics | 4 | Nia Jax & Tamina | «Samoan Drop» | 20:15 |                                                                                          |
| 3          | Liv Morgan & Sarah Logan  | The Riott Squad | 3 | Tamina | «Superfly Splash» | 25:05 |                                                                                          |
| 4          | Tamina                    | Nia Jax & Tamina | 6 | Bayley, Sasha Banks, Sonya Deville & Mandy Rose | «Diving Elbow Drop» de Bayley | 27:05 |                                                                                          |
| 5          | Sonya Deville             | Mandy Rose & Sonya Deville | 2 | Sasha Banks | «Bank Statement» | 33:00 |                                                                                          |
| GANADORAS: | GANADORAS:                | The Boss 'n' Hug Connection (Bayley & Sasha Banks) eliminaron finalmente a Mandy Rose & Sonya Deville y ganaron el Campeonato Femenino en Parejas de WWE | The Boss 'n' Hug Connection (Bayley & Sasha Banks) eliminaron finalmente a Mandy Rose & Sonya Deville y ganaron el Campeonato Femenino en Parejas de WWE | The Boss 'n' Hug Connection (Bayley & Sasha Banks) eliminaron finalmente a Mandy Rose & Sonya Deville y ganaron el Campeonato Femenino en Parejas de WWE | The Boss 'n' Hug Connection (Bayley & Sasha Banks) eliminaron finalmente a Mandy Rose & Sonya Deville y ganaron el Campeonato Femenino en Parejas de WWE | The Boss 'n' Hug Connection (Bayley & Sasha Banks) eliminaron finalmente a Mandy Rose & Sonya Deville y ganaron el Campeonato Femenino en Parejas de WWE |                                                                                          |
| Notas      | Notas                     | * Es el segundo Elimination Chamber Match en parejas y el primero con equipos femeninos.                                                                 | * Es el segundo Elimination Chamber Match en parejas y el primero con equipos femeninos.                                                                 | * Es el segundo Elimination Chamber Match en parejas y el primero con equipos femeninos.                                                                 | * Es el segundo Elimination Chamber Match en parejas y el primero con equipos femeninos.                                                                 | * Es el segundo Elimination Chamber Match en parejas y el primero con equipos femeninos.                                                                 | * Es el segundo Elimination Chamber Match en parejas y el primero con equipos femeninos. |

### Torneo por el Campeonato Femenino en Parejas (2022)
Debido a la suspensión indefinida de Sasha Banks y Naomi, el campeonato fue declarado vacante y permaneció inactivo durante unos meses, pero Michael Cole anunció un torneo para declarar a las nuevas campeonas.
|  | Primera ronda Raw 8 y 15 de agosto SmackDown 12 y 19 de agosto | Primera ronda Raw 8 y 15 de agosto SmackDown 12 y 19 de agosto | Primera ronda Raw 8 y 15 de agosto SmackDown 12 y 19 de agosto |                           |                           | Semifinales Raw 22 de agosto SmackDown 26 de agosto | Semifinales Raw 22 de agosto SmackDown 26 de agosto | Semifinales Raw 22 de agosto SmackDown 26 de agosto |  |                      | Final Raw 29 de agosto | Final Raw 29 de agosto | Final Raw 29 de agosto |  |
|  |                                                                |                                                                |                                                                |                           |                           |                                                     |                                                     |                                                     |  |                      |                        |                        |                        |  |
|  |                                                                |                                                                |                                                                |                           |                           |                                                     |                                                     |                                                     |  |                      |                        |                        |                        |  |
|  | Tamina & Dana Brooke                                           | Tamina & Dana Brooke                                           | 10:00                                                          |                           |                           |                                                     |                                                     |                                                     |  |                      |                        |                        |                        |  |
|  | Tamina & Dana Brooke                                           | Tamina & Dana Brooke                                           | 10:00                                                          |                           |                           |                                                     |                                                     |                                                     |  |                      |                        |                        |                        |  |
|  | Iyo Sky & Dakota Kai                                           | Iyo Sky & Dakota Kai                                           | Pin                                                            |                           |                           |                                                     |                                                     |                                                     |  |                      |                        |                        |                        |  |
|  | Iyo Sky & Dakota Kai                                           | Iyo Sky & Dakota Kai                                           | Pin                                                            |                           | Iyo Sky & Dakota Kai      | Iyo Sky & Dakota Kai                                | Pin                                                 |                                                     |  |                      |                        |                        |                        |  |
|  |                                                                |                                                                |                                                                |                           | Iyo Sky & Dakota Kai      | Iyo Sky & Dakota Kai                                | Pin                                                 |                                                     |  |                      |                        |                        |                        |  |
|  |                                                                |                                                                | Alexa Bliss & Asuka                                            | Alexa Bliss & Asuka       | 18:30                     |                                                     |                                                     |                                                     |  |                      |                        |                        |                        |  |
|  | Alexa Bliss & Asuka                                            | Alexa Bliss & Asuka                                            | Alexa Bliss & Asuka                                            | Alexa Bliss & Asuka       | 18:30                     | Pin                                                 |                                                     |                                                     |  |                      |                        |                        |                        |  |
|  | Alexa Bliss & Asuka                                            | Alexa Bliss & Asuka                                            |                                                                |                           |                           |                                                     |                                                     |                                                     |  |                      |                        |                        |                        |  |
|  | Nikki A.S.H. & Doudrop                                         | Nikki A.S.H. & Doudrop                                         | 9:00                                                           |                           |                           |                                                     |                                                     |                                                     |  |                      |                        |                        |                        |  |
|  | Nikki A.S.H. & Doudrop                                         | Nikki A.S.H. & Doudrop                                         | 9:00                                                           |                           |                           |                                                     |                                                     |                                                     |  | Iyo Sky & Dakota Kai | Iyo Sky & Dakota Kai   | 11:30                  |                        |  |
|  |                                                                |                                                                |                                                                |                           |                           |                                                     |                                                     |                                                     |  | Iyo Sky & Dakota Kai | Iyo Sky & Dakota Kai   | 11:30                  |                        |  |
|  |                                                                |                                                                | Raquel Rodríguez & Aliyah                                      | Raquel Rodríguez & Aliyah | Pin                       |                                                     |                                                     |                                                     |  |                      |                        |                        |                        |  |
|  | Raquel Rodríguez & Aliyah                                      | Raquel Rodríguez & Aliyah                                      | Raquel Rodríguez & Aliyah                                      | Raquel Rodríguez & Aliyah | Pin                       | Pin                                                 |                                                     |                                                     |  |                      |                        |                        |                        |  |
|  | Raquel Rodríguez & Aliyah                                      | Raquel Rodríguez & Aliyah                                      |                                                                |                           |                           |                                                     |                                                     |                                                     |  |                      |                        |                        |                        |  |
|  | Shotzi & Xia Li                                                | Shotzi & Xia Li                                                | 9:35                                                           |                           |                           |                                                     |                                                     |                                                     |  |                      |                        |                        |                        |  |
|  | Shotzi & Xia Li                                                | Shotzi & Xia Li                                                | 9:35                                                           |                           | Raquel Rodríguez & Aliyah | Raquel Rodríguez & Aliyah                           | Pin                                                 |                                                     |  |                      |                        |                        |                        |  |
|  |                                                                |                                                                |                                                                |                           | Raquel Rodríguez & Aliyah | Raquel Rodríguez & Aliyah                           | Pin                                                 |                                                     |  |                      |                        |                        |                        |  |
|  |                                                                |                                                                | Natalya & Sonya Deville                                        | Natalya & Sonya Deville   | 8:00                      |                                                     |                                                     |                                                     |  |                      |                        |                        |                        |  |
|  | Toxic Attraction (Gigi Dolin & Jacy Jayne)                     | Toxic Attraction (Gigi Dolin & Jacy Jayne)                     | Natalya & Sonya Deville                                        | Natalya & Sonya Deville   | 8:00                      | Pin                                                 |                                                     |                                                     |  |                      |                        |                        |                        |  |
|  | Toxic Attraction (Gigi Dolin & Jacy Jayne)                     | Toxic Attraction (Gigi Dolin & Jacy Jayne)                     |                                                                |                           |                           |                                                     |                                                     |                                                     |  |                      |                        |                        |                        |  |
|  | Natalya & Sonya Deville                                        | Natalya & Sonya Deville                                        | 8:48                                                           |                           |                           |                                                     |                                                     |                                                     |  |                      |                        |                        |                        |  |
|  | Natalya & Sonya Deville                                        | Natalya & Sonya Deville                                        | 8:48                                                           |                           |                           |                                                     |                                                     |                                                     |  |                      |                        |                        |                        |  |
|  |                                                                |                                                                |                                                                |                           |                           |                                                     |                                                     |                                                     |  |                      |                        |                        |                        |  |

1. ↑  Debido a una lesión de Dolin, el cupo fue designado para el equipo ganador de un Fatal Four-way Match entre las parejas perdedoras de la primera ronda.
2. ↑  Originalmente, se anunció que Nikkita Lyons & Zoey Stark serían parte del torneo, pero debido a la lesión de Lyons, fueron reemplazadas por Toxic Attraction.

## Campeonas
El Campeonato Femenino en Parejas de WWE es un campeonato exclusivo por la división femenina creado por la WWE que está vigente desde 2019. Las campeonas inaugurales fueron The Boss 'n' Hug Connection (Bayley & Sasha Banks), quienes ganaron en un Elimination Chamber. Desde entonces ha habido 23 distintos equipos y 36 luchadoras campeonas oficiales, repartidas en 32 reinados en total. Billie Kay, Peyton Royce, Nikki Cross, Asuka, Kairi Sane, Natalya, Rhea Ripley, Aliyah, Dakota Kai, Iyo Sky, Becky Lynch, Chelsea Green, Piper Niven, Alba Fyre, Isla Dawn y Lyra Valkyria son las 16 luchadoras no estadounidenses que han ostentado el título.
El reinado más largo pertenece a The Kabuki Warriors (Asuka & Kairi Sane), con 180 días, y el más corto a Becky Lynch & Lyra Valkyria, con 1 día.
En cuanto a los días en total como campeonas (un acumulado entre la suma de todos los días de los reinados individuales de cada luchadora), la lista también es liderada por The Kabuki Warriors, con 270 días en dos reinados. Les siguen Bianca Belair, Jade Cargill & Naomi (219 días en dos reinados), Nia Jax & Shayna Baszler (215 días en dos reinados), Liv Morgan & Raquel Rodríguez (230+ en cuatro reinados) y Damage CTRL -Dakota Kai & Iyo Sky- (163 días en dos reinados). En cuanto a los días en total como campeona de manera individual, Asuka posee el primer lugar, con 317 días en cuatro reinados. Le siguen Kairi Sane (270 días en dos reinados), Shayna Baszler (248 días en tres reinados), Raquel Rodríguez (227 días en seis reinados) y Bianca Belair (219 días en dos reinados).
La campeona más joven es Rhea Ripley, quien a los 24 años y 344 días derrotó, junto a Nikki A.S.H., a Natalya & Tamina. En contraparte, la campeona de mayor edad es Lita, quien a los 47 años y 319 días derrotó, junto a Becky Lynch, a Damage CTRL (Dakota Kai & Iyo Sky) en Raw. En cuanto al peso de las campeonas, Nia Jax & Shayna Baszler son las más pesadas, con 185 kilogramos combinados, mientras que Carmella & Zelina Vega son las más livianas, con 91 kilogramos combinados.
Por último, Raquel Rodríguez es la luchadora que más reinados posee, con 6. Le siguen Asuka, Liv Morgan y Alexa Bliss, con 4, y Nikki Cross, Sasha Banks, Shayna Baszler, con 3. 

### Campeonas actuales
Las campeonas actuales son Alexa Bliss & Charlotte Flair, quienes se encuentran en su primer reinado en conjunto. Bliss & Flair ganaron los títulos tras derrotar a las excampeonas The Judgment Day (Raquel Rodríguez & Roxanne Perez) el 2 de agosto de 2025 en SummerSlam.
Bliss & Flair registran hasta el 19 de agosto de 2025 las siguientes defensas televisadas.
1. vs. The Judgment Day (Raquel Rodríguez & Roxanne Perez) (4 de agosto de 2025, Raw)

### Lista de campeonas
| N.º           | Campeonas                                                   | Lucha                    | Lucha                         | Lucha                         | Estadísticas | Estadísticas | Estadísticas      | Notas y referencias |
| N.º           | Campeonas                                                   | Fecha                    | Evento                        | Ubicación                     | Reinado      | Días         | Días rec. por WWE | Notas y referencias |
| ------------- | ----------------------------------------------------------- | ------------------------ | ----------------------------- | ----------------------------- | ------------ | ------------ | ----------------- | --- |
| WWE Raw       |                                                             |                          |                               |                               |              |              |                   | |
| WWE SmackDown |                                                             |                          |                               |                               |              |              |                   | |
| WWE NXT       |                                                             |                          |                               |                               |              |              |                   | |
| 1             | The Boss 'n' Hug Connection (Bayley (1) & Sasha Banks (1))  | 17 de febrero de 2019    | Elimination Chamber           | Houston, Texas                | 1            | 49           | 49                | Derrotaron a Carmella & Naomi, Mandy Rose & Sonya Deville, The IIconics (Billie Kay & Peyton Royce), The Riott Squad (Liv Morgan & Sarah Logan) y Nia Jax & Tamina en un Elimination Chamber match para convertirse en las campeonas inaugurales. |
| 2             | The IIconics (Billie Kay (1) & Peyton Royce (1))            | 7 de abril de 2019       | WrestleMania 35               | East Rutherford, Nueva Jersey | 1            | 120          | 120               | Derrotaron a The Boss 'n' Hug Connection (Bayley & Sasha Banks), The Divas of Doom (Beth Phoenix & Natalya) y Nia Jax & Tamina. |
| 3             | Alexa Bliss (1) & Nikki Cross (1)                           | 5 de agosto de 2019      | Raw                           | Pittsburgh, Pensilvania       | 1            | 62           | 61                | Derrotaron a The IIconics (Billie Kay & Peyton Royce), Mandy Rose & Sonya Deville y The Kabuki Warriors (Asuka & Kairi Sane) en un Elimination match. |
| 4             | The Kabuki Warriors (Asuka (1) & Kairi Sane (1))            | 6 de octubre de 2019     | Hell in a Cell                | Sacramento, California        | 1            | 172          | 180               | WWE reconoce que este reinado finalizó el 4 de abril de 2020, cuando WrestleMania 36 se transmitió en diferido. Éste es el reinado más largo de la historia del campeonato. |
| 5             | Alexa Bliss (2) & Nikki Cross (2)                           | 4 de abril de 2020       | WrestleMania 36               | Orlando, Florida              | 2            | 62           | 62                | Ganaron los campeonatos el 25 de marzo de 2020, pero la WWE las reconoce desde el 4 de abril del mismo año, ya que ese día se emitió la pelea. Así mismo, WWE reconoce que el reinado finalizó el 5 de julio de 2020, cuando la lucha se transmitió en diferido. |
| 6             | The Golden Role Models (Bayley (2) & Sasha Banks (2))       | 5 de junio de 2020       | SmackDown                     | Orlando, Florida              | 2            | 96           | 85                | Anteriormente conocidas como The Boss 'n' Hug Connection. WWE reconoce este reinado desde el 5 de julio del 2020, cuando el combate se transmitió en diferido. Con esto Bayley se convirtió en la primera mujer en ser Campeona Femenina de SmackDown y de parejas simultáneamente. Durante su reinado Sasha Banks se convirtió en la primera mujer en ser Campeona Femenina de Raw y de parejas simultáneamente. |
| 7             | Nia Jax (1) & Shayna Baszler (1)                            | 30 de agosto de 2020     | Payback                       | Orlando, Florida              | 1            | 112          | 112               | [ 13 ] |
| 8             | Asuka (2) & Charlotte Flair (1)                             | 20 de diciembre de 2020  | TLC: Tables, Ladders & Chairs | San Petersburgo, Florida      | 1            | 42           | 41                | [ 14 ] |
| 9             | Nia Jax (2) & Shayna Baszler (2)                            | 31 de enero de 2021      | Royal Rumble                  | San Petersburgo, Florida      | 2            | 103          | 103               | [ 15 ] |
| WWE Raw       |                                                             |                          |                               |                               |              |              |                   | |
| WWE SmackDown |                                                             |                          |                               |                               |              |              |                   | |
| 10            | Natalya (1) & Tamina (1)                                    | 14 de mayo de 2021       | SmackDown                     | Tampa, Florida                | 1            | 129          | 129               | [ 16 ] |
| 11            | Nikki A.S.H. (3) & Rhea Ripley (1)                          | 20 de septiembre de 2021 | Raw                           | Raleigh, Carolina del Norte   | 1            | 63           | 63                | Nikki A.S.H. fue conocida anteriormente como Nikki Cross. |
| 12            | Carmella (1) & Queen Zelina (1)                             | 22 de noviembre de 2021  | Raw                           | Brooklyn, Nueva York          | 1            | 132          | 131               | [ 18 ] |
| 13            | Sasha Banks (3) & Naomi (1)                                 | 3 de abril de 2022       | WrestleMania 38               | Arlington, Texas              | 1            | 47           | 46                | Derrotaron a Carmella & Queen Zelina, Rhea Ripley & Liv Morgan y Natalya & Shayna Baszler. |
| —             | Vacante                                                     | 20 de mayo de 2022       | SmackDown                     | Grand Rapids, Míchigan        | —            | —            | —                 | Sasha Banks y Naomi fueron despojadas de los títulos debido a diferencias creativas con WWE. |
| 14            | Aliyah (1) & Raquel Rodríguez (1)                           | 29 de agosto de 2022     | Raw                           | Pittsburgh, Pensilvania       | 1            | 14           | 13                | Derrotaron a Damage CTRL (Dakota Kai e Iyo Sky) en la final de un torneo. |
| 15            | Damage CTRL (Dakota Kai (1) & Iyo Sky (1))                  | 12 de septiembre de 2022 | Raw                           | Portland, Oregón              | 1            | 49           | 48                | [ 21 ] |
| 16            | Alexa Bliss (3) & Asuka (3)                                 | 31 de octubre de 2022    | Raw                           | Dallas, Texas                 | 1            | 5            | 4                 | [ 22 ] |
| 17            | Damage CTRL (Dakota Kai (2) & Iyo Sky (2))                  | 5 de noviembre de 2022   | Crown Jewel                   | Riad, Arabia Saudita          | 2            | 114          | 114               | [ 23 ] |
| 18            | Becky Lynch (1) & Lita (1)                                  | 27 de febrero de 2023    | Raw                           | Grand Rapids, Míchigan        | 1            | 42           | 41                | Lita se convirtió en la primera WWE Hall of Fame en ganar un campeonato femenil después de su retiro y Becky Lynch en la sexta WWE Triple Crown Champion. |
| 19            | Liv Morgan (1) & Raquel Rodríguez (2)                       | 10 de abril de 2023      | Raw                           | Seattle, Washington           | 1            | 39           | 39                | Trish Stratus reemplazó a Lita, quien resultó lesionada luego de un ataque tras bambalinas. |
| —             | Vacante                                                     | 19 de mayo de 2023       | SmackDown                     | Columbia, Carolina del Sur    | —            | —            | —                 | Raquel Rodríguez & Liv Morgan debieron entregar los cinturones debido a la lesión de Morgan. |
| WWE Raw       |                                                             |                          |                               |                               |              |              |                   | |
| WWE SmackDown |                                                             |                          |                               |                               |              |              |                   | |
| WWE NXT       |                                                             |                          |                               |                               |              |              |                   | |
| 20            | Ronda Rousey (1) & Shayna Baszler (3)                       | 29 de mayo de 2023       | Raw                           | Albany, Nueva York            | 1            | 33           | 32                | Derrotaron a Raquel Rodríguez & Shotzi; Chelsea Green & Sonya Deville, y Damage CTRL (Bayley & Iyo Sky) por los títulos vacantes. Durante su reinado, el campeonato se unificó con el Campeonato femenino en parejas de NXT. |
| 21            | Liv Morgan (2) & Raquel Rodríguez (3)                       | 1 de julio de 2023       | Money in the Bank             | Londres, Inglaterra           | 2            | 16           | 16                | [ 30 ] |
| 22            | Chelsea Green (1) & Sonya Deville (1)/Piper Niven (1)       | 17 de julio de 2023      | Raw                           | Atlanta, Georgia              | 1            | 154          | 154               | Deville sufrió una lesión y se vio obligada a renunciar a su parte de los títulos. En el episodio del 14 de agosto de 2023 de Raw, Niven se declaró nueva compañera de Green. Esto se reconoce como una continuación del reinado de Green que comenzó con Deville. |
| 23            | Katana Chance (1) & Kayden Carter (1)                       | 18 de diciembre de 2023  | Raw                           | Des Moines, Iowa              | 1            | 39           | 38                | [ 34 ] |
| 24            | The Kabuki Warriors (Asuka (4) & Kairi Sane (2))            | 26 de enero de 2024      | SmackDown                     | Miami, Florida                | 2            | 99           | 98                | [ 35 ] |
| 25            | Bianca Belair (1) & Jade Cargill (1)                        | 4 de mayo de 2024        | Backlash                      | Lyon, Francia                 | 1            | 42           | 42                | Con este título, Belair se convirtió en novena campeona de la Triple Corona Femenina. |
| 26            | The Unholy Union (Alba Fyre (1) & Isla Dawn (1))            | 15 de junio de 2024      | Clash at the Castle           | Glasgow, Escocia              | 1            | 77           | 76                | Derrotaron a Bianca Belair & Jade Cargill y Shayna Baszler & Zoey Stark. |
| 27            | Bianca Belair (2) & Jade Cargill (2)/Naomi (2)              | 31 de agosto de 2024     | Bash in Berlin                | Berlín, Alemania              | 2            | 177          | 177               | Originalmente, Belair ganó el título junto a Jade Cargill, pero fue reemplazada por lesión por Naomi a partir del 13 de diciembre (episodio emitido el 20 de diciembre), siendo reconocida por WWE como una continuidad del reinado. |
| 28            | The Judgment Day (Liv Morgan (3) & Raquel Rodríguez (4))    | 24 de febrero de 2025    | Raw                           | Cincinati, Ohio               | 3            | 55           | 54                | [ 40 ] |
| 29            | Becky Lynch (2) & Lyra Valkyria (1)                         | 20 de abril de 2025      | WrestleMania 41               | Las Vegas, Nevada             | 1            | 1            | 0                 | Este es el reinado más corto en la historia del campeonato. |
| 30            | The Judgment Day (Liv Morgan (4) & Raquel Rodríguez (5))    | 21 de abril de 2025      | Raw                           | Las Vegas, Nevada             | 4            | 70           | 69                | [ 42 ] |
| 31            | The Judgment Day (Raquel Rodríguez (6) & Roxanne Perez (1)) | 30 de junio de 2025      | Raw                           | Pittsburgh, Pensilvania       | 1            | 33           | 33                | Roxanne Perez reemplazó a Morgan por lesión. |
| 32            | Alexa Bliss (4) & Charlotte Flair (2)                       | 2 de agosto de 2025      | SummerSlam                    | East Rutherford, Nueva Jersey | 1            | 17+          | 17+               | [ 44 ] |

### Total de días con el título
La siguiente lista muestra el total de días que un equipo o luchadora ha poseído los campeonatos si se suman todos los reinados que poseen. Actualizado a la fecha del 19 de agosto de 2025.

#### Por equipo

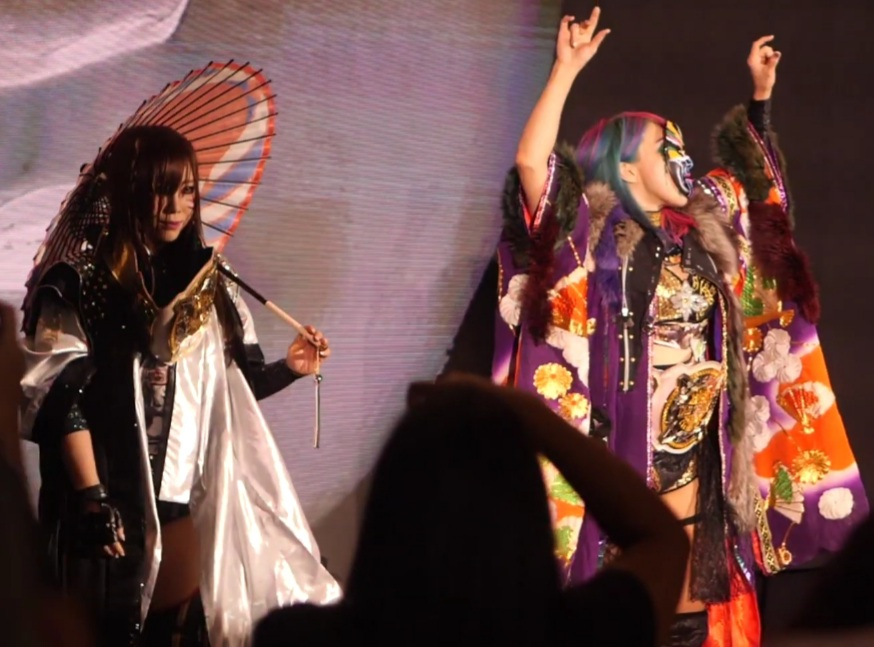
The Kabuki Warriors (Asuka y Kairi Sane) son las campeonas con el reinado más largo, con 171 días (se desconoce la fecha en que perdieron el título, pero WWE reconoce 180 días debido a un retraso de transmisión). Asimismo, poseen el récord de días acumulados, con 270 (279 reconocidos por WWE).

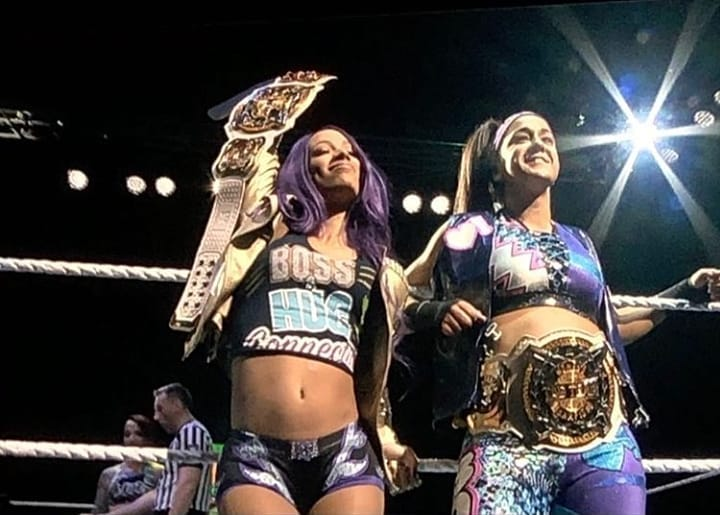
Sasha Banks y Bayley, las inaugurales y dos veces campeonas en equipo; durante su reinado inaugural fueron conocidas como The Boss 'n' Hug Connection, mientras que durante su segundo reinado se presentaron como The Golden Role Models.

| + | Indica a las campeonas actuales. |

| N.º | Equipo                                              | Reinados | Días combinados | Reconocidos por WWE |
| --- | --------------------------------------------------- | -------- | --------------- | ------------------- |
| 1   | The Kabuki Warriors (Asuka & Kairi Sane)            | 2        | 270             | 278                 |
| 2   | Bianca Belair & Jade Cargill/Naomi                  | 2        | 219             | 219                 |
| 3   | Nia Jax & Shayna Baszler                            | 2        | 215             | 215                 |
| 4   | The Judgment Day (Liv Morgan & Raquel Rodríguez)    | 4        | 180             | 178                 |
| 5   | Damage CTRL (Dakota Kai & Iyo Sky)                  | 2        | 163             | 162                 |
| 6   | Chelsea Green & Piper Niven                         | 1        | 154             | 154                 |
| 7   | The Golden Role Models (Sasha Banks & Bayley)       | 2        | 145             | 134                 |
| 8   | Carmella & Queen Zelina                             | 1        | 132             | 131                 |
| 9   | Natalya & Tamina                                    | 1        | 129             | 129                 |
| 10  | Alexa Bliss & Nikki Cross                           | 2        | 123             | 123                 |
| 11  | The IIconics (Billie Kay & Peyton Royce)            | 1        | 120             | 120                 |
| 12  | The Unholy Union (Alba Fyre & Isla Dawn)            | 1        | 77              | 76                  |
| 13  | Nikki A.S.H. & Rhea Ripley                          | 1        | 63              | 63                  |
| 14  | Sasha Banks & Naomi                                 | 1        | 47              | 46                  |
| 15  | Asuka & Charlotte Flair                             | 1        | 42              | 41                  |
| 15  | Becky Lynch & Lita                                  | 1        | 42              | 41                  |
| 17  | Katana Chance & Kayden Carter                       | 1        | 39              | 38                  |
| 18  | The Judgment Day (Raquel Rodríguez & Roxanne Perez) | 1        | 33              | 33                  |
| 18  | Ronda Rousey & Shayna Baszler                       | 1        | 33              | 32                  |
| 20  | Alexa Bliss & Charlotte Flair                       | 1        | 17+             | 17+                 |
| 21  | Aliyah & Raquel Rodríguez                           | 1        | 14              | 13                  |
| 22  | Alexa Bliss & Asuka                                 | 1        | 5               | 4                   |
| 23  | Becky Lynch & Lyra Valkyria                         | 1        | 1               | 0                   |

#### Por luchadora

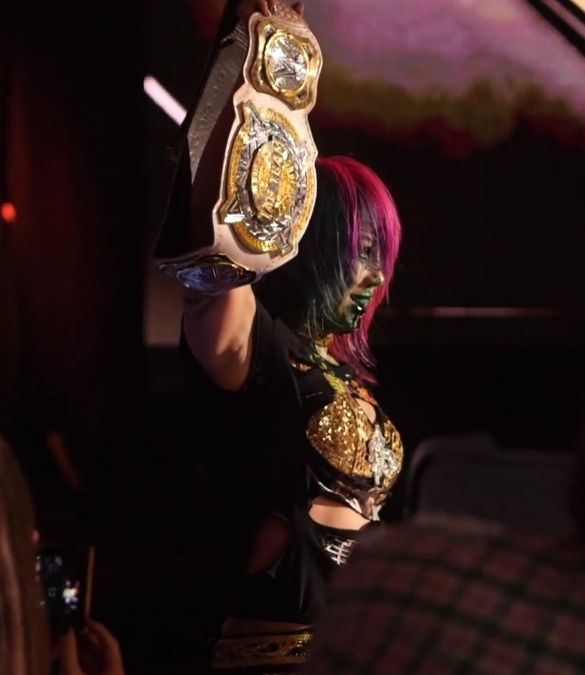
La cuatro veces campeona Asuka posee el reinado combinado más largo, con 323 días reconocidos por WWE.

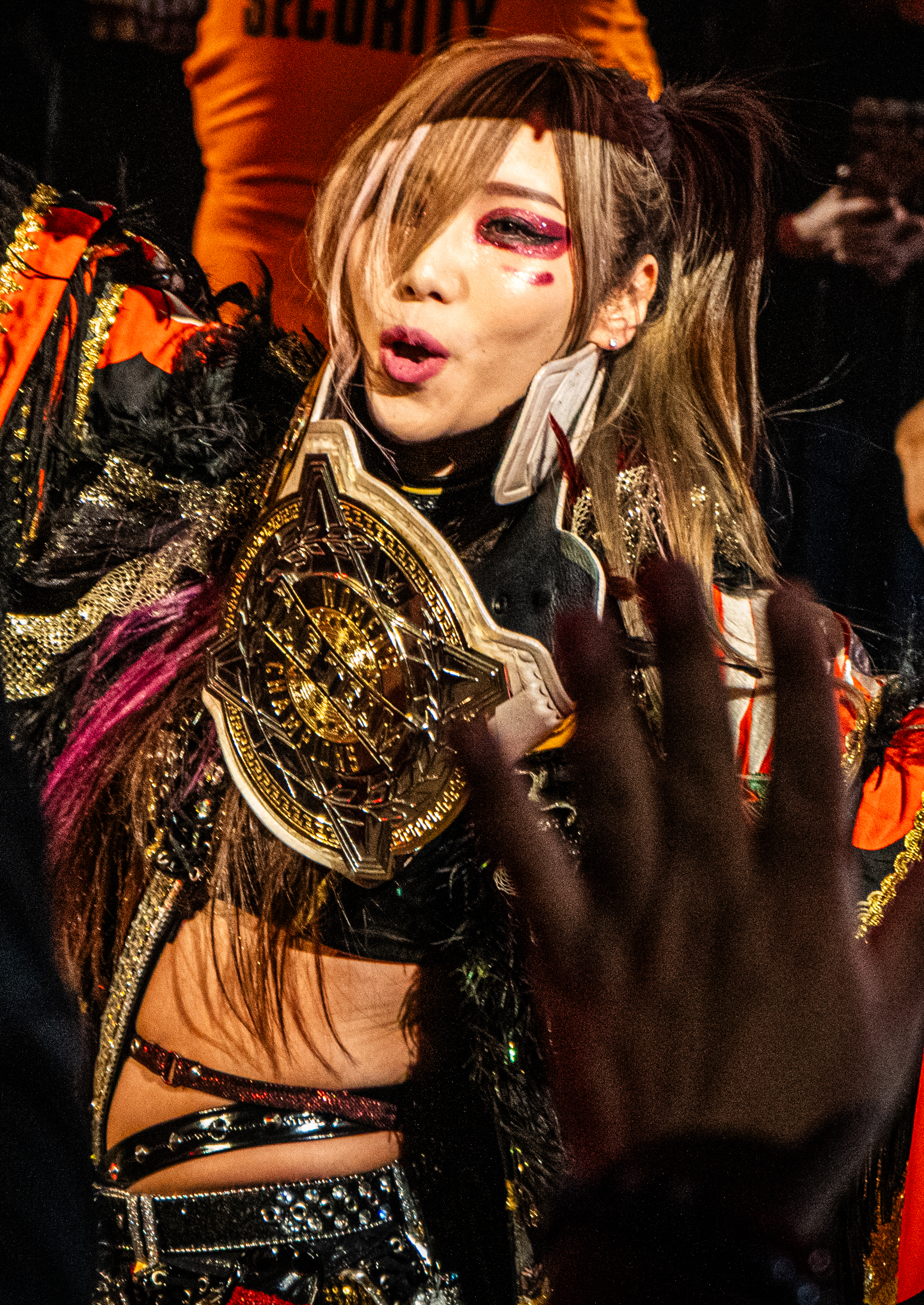
La dos veces campeona Kairi Sane posee el segundo reinado combinado más largo, con 278 días reconcidos por WWE.

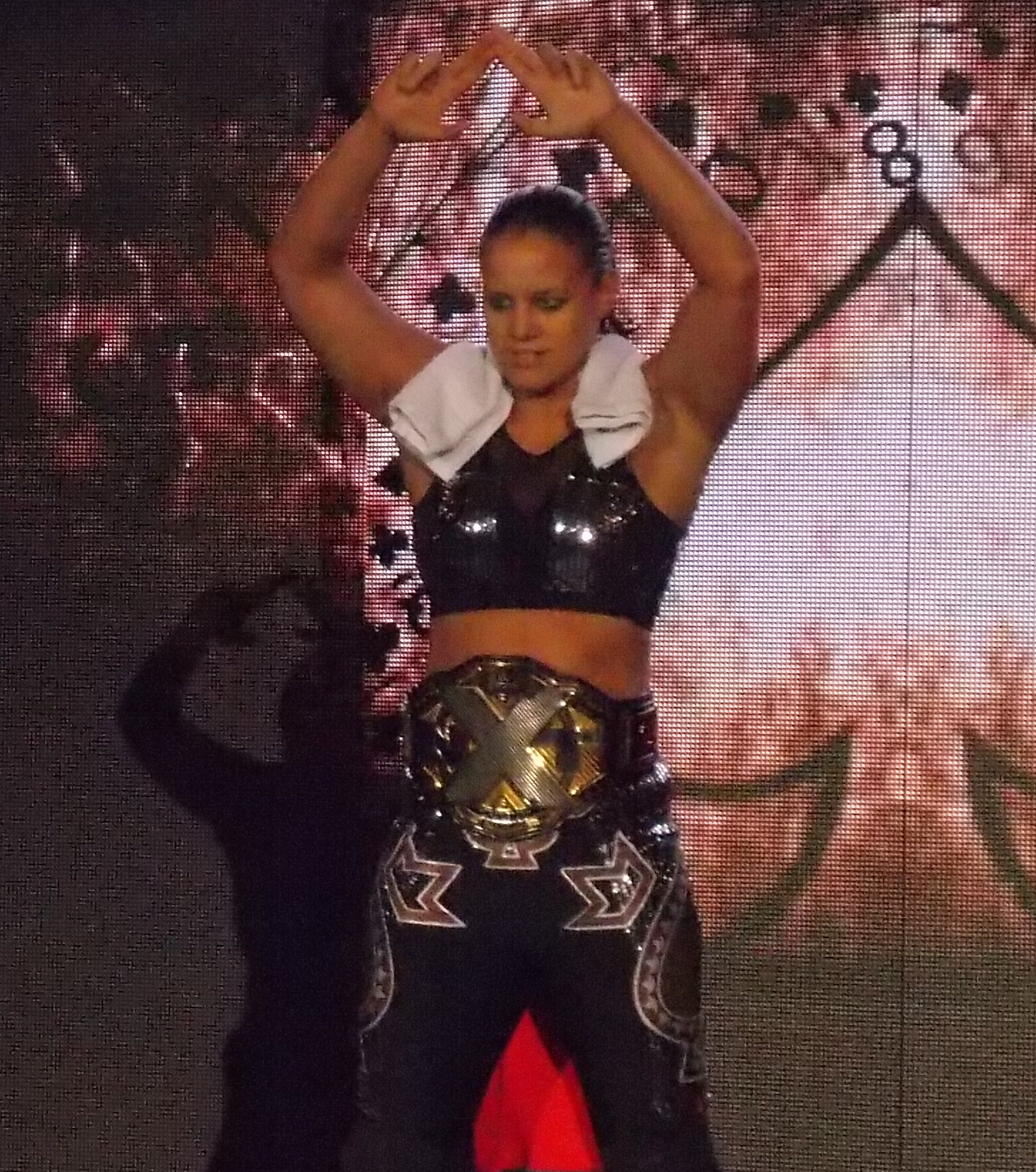
La tres veces campeona Shayna Baszler posee el tercer reinado combinado más largo, con 247 días reconocidos porm WWE.

| + | Indica a las campeonas actuales. |

| N.º | Luchadora        | Reinados | Días combinados | Reconocidos por WWE |
| --- | ---------------- | -------- | --------------- | ------------------- |
| 1   | Asuka            | 4        | 317             | 323                 |
| 2   | Kairi Sane       | 2        | 270             | 278                 |
| 3   | Shayna Baszler   | 3        | 248             | 247                 |
| 4   | Raquel Rodríguez | 6        | 227             | 224                 |
| 5   | Bianca Belair    | 2        | 219             | 219                 |
| 6   | Nia Jax          | 2        | 215             | 215                 |
| 7   | Sasha Banks      | 3        | 192             | 180                 |
| 8   | Nikki A.S.H.     | 3        | 186             | 186                 |
| 9   | Liv Morgan       | 4        | 180             | 178                 |
| 10  | Dakota Kai       | 2        | 163             | 162                 |
| 10  | Iyo Sky          | 2        | 163             | 162                 |
| 12  | Chelsea Green    | 1        | 154             | 154                 |
| 13  | Jade Cargill 1   | 2        | 146             | 153                 |
| 14  | Alexa Bliss      | 4        | 145+            | 144+                |
| 14  | Bayley           | 2        | 145             | 134                 |
| 16  | Carmella         | 1        | 132             | 131                 |
| 16  | Queen Zelina     | 1        | 132             | 131                 |
| 18  | Natalya          | 1        | 129             | 129                 |
| 18  | Tamina           | 1        | 129             | 129                 |
| 20  | Piper Niven      | 1        | 126             | 126                 |
| 21  | Billie Kay       | 1        | 120             | 120                 |
| 21  | Peyton Royce     | 1        | 120             | 120                 |
| 21  | Naomi            | 2        | 120             | 112                 |
| 24  | Alba Fyre        | 1        | 77              | 76                  |
| 24  | Isla Dawn        | 1        | 77              | 76                  |
| 26  | Rhea Ripley      | 1        | 63              | 63                  |
| 27  | Charlotte Flair  | 2        | 59+             | 58+                 |
| 28  | Becky Lynch      | 2        | 43              | 41                  |
| 29  | Lita             | 1        | 42              | 41                  |
| 30  | Katana Chance    | 1        | 39              | 38                  |
| 30  | Kayden Carter    | 1        | 39              | 38                  |
| 32  | Roxanne Perez    | 1        | 33              | 33                  |
| 32  | Ronda Rousey     | 1        | 33              | 32                  |
| 34  | Sonya Deville 2  | 1        | 28              | 28                  |
| 35  | Aliyah           | 1        | 14              | 13                  |
| 36  | Lyra Valkyria    | 1        | 1               | 0                   |

1 Jade Cargill ganó el título junto a Bianca Belair el 31 de agosto de 2024, en el que es su segundo reinado. Sin embargo, debió abandonar el cinturón por lesión, siendo reemplazada por Naomi a partir del 20 de diciembre de 2024.
2 Sonya Deville ganó el título junto a Chelsea Green el 17 de julio de 2023, sin embargo, debió abandonar el cinturón por lesión el 14 de agosto de 2023, siendo reemplazada por Piper Niven. Igualmente, WWE le reconoce 28 días de reinado.

### Mayor cantidad de reinados

#### Por equipos
| Reinados | Equipo |
| -------- | --- |
| 4 veces  | Liv Morgan & Raquel Rodríguez |
| 2 veces  | Alexa Bliss & Nikki Cross, The Boss 'n' Hug Connection/The Golden Role Models, Nia Jax & Shayna Baszler, Damage CTRL, The Kabuki Warriors, Bianca Belair & Jade Cargill |

#### Por luchadora
| Reinados | Luchadora (s) |
| -------- | --- |
| 6 veces  | Raquel Rodríguez                                                                                                   |
| 4 veces  | Asuka, Liv Morgan, Alexa Bliss                                                                                     |
| 3 veces  | Nikki Cross/Nikki A.S.H., Sasha Banks, Shayna Baszler                                                              |
| 2 veces  | Bayley, Nia Jax, Dakota Kai, Iyo Sky, Kairi Sane, Bianca Belair, Jade Cargill, Naomi, Becky Lynch, Charlotte Flair |